# گوالبرتو فرناندس
گوالبرتو فرناندس (اسپانیایی: Gualberto Fernández‎؛ زادهٔ ۱۲ ژوئیهٔ ۱۹۴۱) بازیکن و مربی فوتبال اهل السالوادور بود.
از باشگاه‌هایی که در آن بازی کرده‌است می‌توان به باشگاه فوتبال آلیانسا اشاره کرد.
وی همچنین در تیم ملی فوتبال السالوادور بازی کرده‌است.